# 长叶木犀
长叶木犀（学名：Osmanthus marginatus var. longissimus）为木犀科木犀属厚边木犀的变种。分布于中国大陆的江西、福建、广西、贵州、浙江、湖南等地，生长于海拔1,000米至1,700米的地区，常生于山坡、沟谷或溪边等地的林中，目前尚未由人工引种栽培。